# Digitální revoluce
Digitální revoluce, někdy též označována jako třetí průmyslová revoluce, se datuje od přechodu z analogových a mechanických technologií na technologie digitální. Významným zlomem v její historii byl především objev tranzistoru roku 1947, který později vedl k masovému rozšíření domácích počítačů a dalších digitálních technologií. Digitální revoluce postupně ovládla většinu elektrotechnických oborů.
Podobně jako zemědělská a průmyslová revoluce v minulosti, započala také digitální revoluce další éru lidské civilizace, tzv. informační dobu, která s sebou přinesla globalizaci a další radikální ekonomické změny.

## Trendy technologických revolucí
Objev zemědělství v období neolitu vedl k usazení kočovných kmenů, které se při kočování živily lovem a sběrem; po usazení se kmeny rozrůstaly.
S rozvojem průmyslu v 18. a 19. století došlo k urbanizaci (poměšťování obyvatel), protože vznikala pracovní místa ve vznikajících továrnách. Továrny se soustředily především v okolí velkých měst (např. anglický Manchester či americký New York).
Důsledky digitální revoluce můžeme pozorovat zejména v rozvíjejících se asijských státech, jako je Indie nebo Čínská lidová republika.

## Historie
První související technologie vznikaly již v 19. století, během něhož začal být používán elektrický telegraf (Samuel F. B. Morse, 1844), telefon (Antonio Meucci, 1849), mikrofon (Emile Berliner, 1877), fonograf (Thomas Alva Edison, 1877, resp. 1878), grafofon (Alexander Graham Bell, Chichester Bell, Charles Sumner Tainter, 1885), gramofon a gramofonová deska (Emile Berliner, 1887) aj. Jedním z milníků digitální revoluce byl vynález tranzistoru v roce 1947 a miniaturizace elektronických součástek, která předznamenala prudký vývoj technologií.
Mezníkem v digitální revoluci byl především přechod od analogově nahrávané hudby k nahrávání digitálnímu. V 80. letech 20. století digitální formát optických disků (existoval i analogový formát optických disků) nahradil analogové formáty (gramofonová deska a magnetofonový pásek, audiokazeta) a stal se nejpopulárnější formou ukládání dat.
V digitální komunikaci nastal průlom díky možnosti digitální signál zesílit a předat dál s nulovou ztrátou informace a paralelně přenášet velké množství na sobě nezávislých digitálních signálů. Stejně významnou byla jednoduchá přístupnost digitální informace a možnost její vzdálené distribuce a distribuce z média na médium.

## Konverze a vývoj
Konverze v tomto významu znamená přechod od analogového signálu na digitální (viz diskrétní signál).

### Počítače(50. léta)
Prvně digitalizace pronikla do informatiky, když už v 50. letech minulého století definitivně převládly digitální počítače nad analogovými. Dalších 30 let se vývoj digitálních technologií týkal prakticky pouze oblasti počítačů.
První digitální počítač, vynalezen Johnem Vincentem Atanasoffem roku 1939, fungoval na principech binárních výpočtů a Booleovy algebry. Roku 1951 se začal vyrábět první komerčně sériově vyráběný počítač UNIVAC I. Počítače se během padesátých a šedesátých let dostaly do všech státních odvětví (armáda, vláda). Sedmdesátá léta přinesla rozmach domácích počítačů. V devadesátých letech do domácností pronikl Internet.
Roku 1991 se internet stal veřejně dostupným médiem a počet počítačů připojených na internet stoupl na milion. Roku 1990 bylo 2,8 milionů osob připojených k internetu (0,05 % tehdejší populace). V roce 2015 bylo evidováno 46,1 % domácností s připojením na internet. Nejvíce uživatelů internetu sídlí v Severní Americe (88 %), nejméně potom v Africe (28,2 %).

### Hudební nosiče (90. léta)
Zvrat nastal až v 90. letech, jež přinesly obrat na poli hudebních nosičů, neboť do té doby nejčastěji používané audiokazety, které přenášely zvuk pomocí magnetofonového pásku, vystřídal kompaktní optický disk zkráceně CD. V České republice vývoj oproti západním zemím zaostával, proto sem „cédéčka“ dorazila až na přelomu tisíciletí. Nyní se karta obrací: kompaktní disky byly vyměněny za dostupnější a spotřebiteli preferovanější cestu stahování hudby z internetu a hudební trh rovněž zažívá renesanci gramodesek.

### Mobilní telefony (90. léta)
Podobně i pro do té doby málo rozšířený mobilní průmysl znamenala digitalizace probíhající v 90. letech minulého století otevření brány na světový trh. Mobilní telefony tak záhy vytlačily dosud používané „klasické“ telefony.
Mobilní telefony zaznamenaly největší rozmach v devadesátých letech, kdy v roce 1990 vycházely na sto Američanů tři telefony, v roce 2000 už to bylo 45 kusů. V roce 2014 sto obyvatel USA využívalo 98 telefonů.
V roce 2015 stoupl počet vlastníků mobilního telefonu na 4,4 miliardy.

### Fotoaparáty a video nosiče (první desetiletí 21. století)
Označení „digitální věk“ pro 21. století není neopodstatněné, za prvních 15 let ovládla digitalizace nejen zvuk, nýbrž i obraz a pronikla tak například do fotografických nebo filmových továren Hollywoodu. S tím souvisela i postupná digitalizace přenašečů audiovizuálního záznamu, tedy přechod z VHS na DVD.
Do budoucna se předpokládá další postup digitální revoluce například v případě rádií či tiskáren. Sílí však i hlasy prorokující nástup nové technologie, která tu digitální zastíní.

## Socioekonomické důsledky
Jedním z nejvýznamnějších pozitivních důsledků je globální propojení, které umožnilo snazší komunikaci, která je ovšem v některých případech omezena totalitními režimy.
Usnadnění komunikace také pomohlo globalizaci ekonomiky a outsourcingu v takové míře, která by bez internetu nebyla možná. Digitální revoluce radikálně změnila způsob, jakým firmy interagují a mj. rozšířila potenciální pole působnosti doposud malých lokálních společností.
Ačkoli z digitální revoluce plynou společnosti obrovské přínosy, je nutné na ní nahlížet také z druhé strany. Rozšíření digitální komunikace, sdílení informací a především nástup nových technologií s sebou přinesl mnoho potenciálních příležitostí ke zneužití. Prvním úskalím digitalizace je snadná přístupnost informací, jejichž zneužití se tak stává velmi jednoduchým.
Digitální revoluce zavedla do každodenního života prvek masového sledování, čímž vygenerovala škálu nových lidskoprávních a civilněprávních otázek.
Rozšíření osobní elektroniky údajně vedlo v některých případech ke snížení produktivity práce. Snaha společností takovým situacím předcházet vyvrcholila v útok na soukromí zaměstnanců formou zaznamenávání stisknutí kláves a dalšího sledování.
Dalším z problémů uvedení tzv. nových médií je spolehlivost dat. Informace mohou být jednoduše opakovány, ale jen těžko se jejich pravdivost ověřuje. S tak masivním šířením informací je možné napsat článek citující zcela nepravdivé zdroje, které jsou samy založeny na chybných zdrojích.
Také z historické perspektivy může digitální revoluce představovat problém. Převážná část dějin lidstva je známa díky fyzickým objektům, které byly nalezeny či uchovány, a to především ve formě psaných textů. Digitální záznamy naproti tomu jsou jednoduše vytvořitelné, lze je však také snadno vymazat či pozměnit. Změny ve formátech uchovávání souboru mohou potom mnohdy učinit případné obnovení dat nemožným. Úschova dat na takovém zastaralém médiu může způsobit nereplikovatelnost informace. Není tedy náhodou, že poselství sond Voyager 1 a 2, které bylo vysláno do kosmu v roce 1977, je zaznamenáno raději v analogovém než digitálním formátu. Mělo by tak případným nálezcům poskytnout jednodušší možnost interpretace a analýzy.
Navzdory nebezpečím, která s sebou digitální revoluce přinesla, umožnila lidstvu uchovávání a skladování fakt, článků, statistik a mnoha dalšího, ale především významně zjednodušila celosvětovou komunikaci a napomohla osvětě v mnoha oborech.